# بوغازلیان
بوغازلیان (به ترکی استانبولی: Boğazlıyan) شهری است در کشور ترکیه که در استان یوزگات واقع شده‌است. جمعیت این شهر بر اساس سرشماری سال ۲۰۰۸ میلادی ۱۶٬۲۰۹ نفر و بر اساس برآوردهای سال ۲۰۰۹ میلادی ۱۶٬۶۹۶ نفر می‌باشد.